# Вигадо
Вигадо као специфична грађевина за забаву, подигнута је 1894. године у оквиру Народног парка (мађ. Néppark) у Кањижи. Грађевина представља непокретно културно добро као споменик културе.

## Архитектура
„Вигадо” је објекат карактеристичан за сва бањска купалишта, крајем 19. века. Пројекат је израдио градски архитекта Шандор Чука (Csuka Sándor) 1893. године. Грађевина је правоугаоне основе извесно издигнута од коте терена на вештачки формиран насип, са дрвеним извученим тремом који обавија две стране. Приступ у централно постављену дворану за плес је остварен са трема, који је оријентисан ка централном делу парка. Супротно од трема, дворану обавија низ мањих просторија, као што су трпезарија, кухиња, подрум, гардероба и степенице за галерију.
Објекат је помодне романтичарске архитектуре настао по угледу на швајцарске виле које карактерише масовна употреба дрвета. Доминантне елементе Вигадоа чинио је дрвени трем са декоративним резбареним елементима и бондручна конструкција торња. Фасадно платно је изведено у комбинацији жуте и црвене фасадне опеке. Приземни отвори су са завршетком у облику готског преломљеног лука. Спратни отвори су кружни са идентичном декорацијом. Кров је разуђен, двоводни са извученим тремом на дужој фасади ка парку и акцентираним торњем на краћој страни.
Данас је објекат ван функције изложен пропадању. Читаво здање налази се у веома трошном стању. Уклоњени су сви дрвени декоративни елементи, те данас овако „огољен” објекат ничим не указује на лепоту и раскош некадашњег централног здања Народног парка и бање.